# Biguaçu (kommun)
Biguaçu är en kommun i Brasilien.   Den ligger i delstaten Santa Catarina, i den södra delen av landet, 1 300 km söder om huvudstaden Brasília. Antalet invånare är 58 238.
Följande samhällen finns i Biguaçu:
- Biguaçu

I omgivningarna runt Biguaçu växer i huvudsak städsegrön lövskog. Runt Biguaçu är det ganska tätbefolkat, med 86 invånare per kvadratkilometer.